# Macratria davidsonae
Macratria davidsonae is een keversoort uit de familie snoerhalskevers (Anthicidae). De wetenschappelijke naam van de soort is voor het eerst geldig gepubliceerd in 1948 door Armstrong.